# Exbucklandia populnea
Exbucklandia populnea är en trollhasselart som först beskrevs av Robert Brown och William Griffiths, och fick sitt nu gällande namn av R. W. Brown. Exbucklandia populnea ingår i släktet Exbucklandia och familjen trollhasselfamiljen. Inga underarter finns listade i Catalogue of Life.

## Bildgalleri

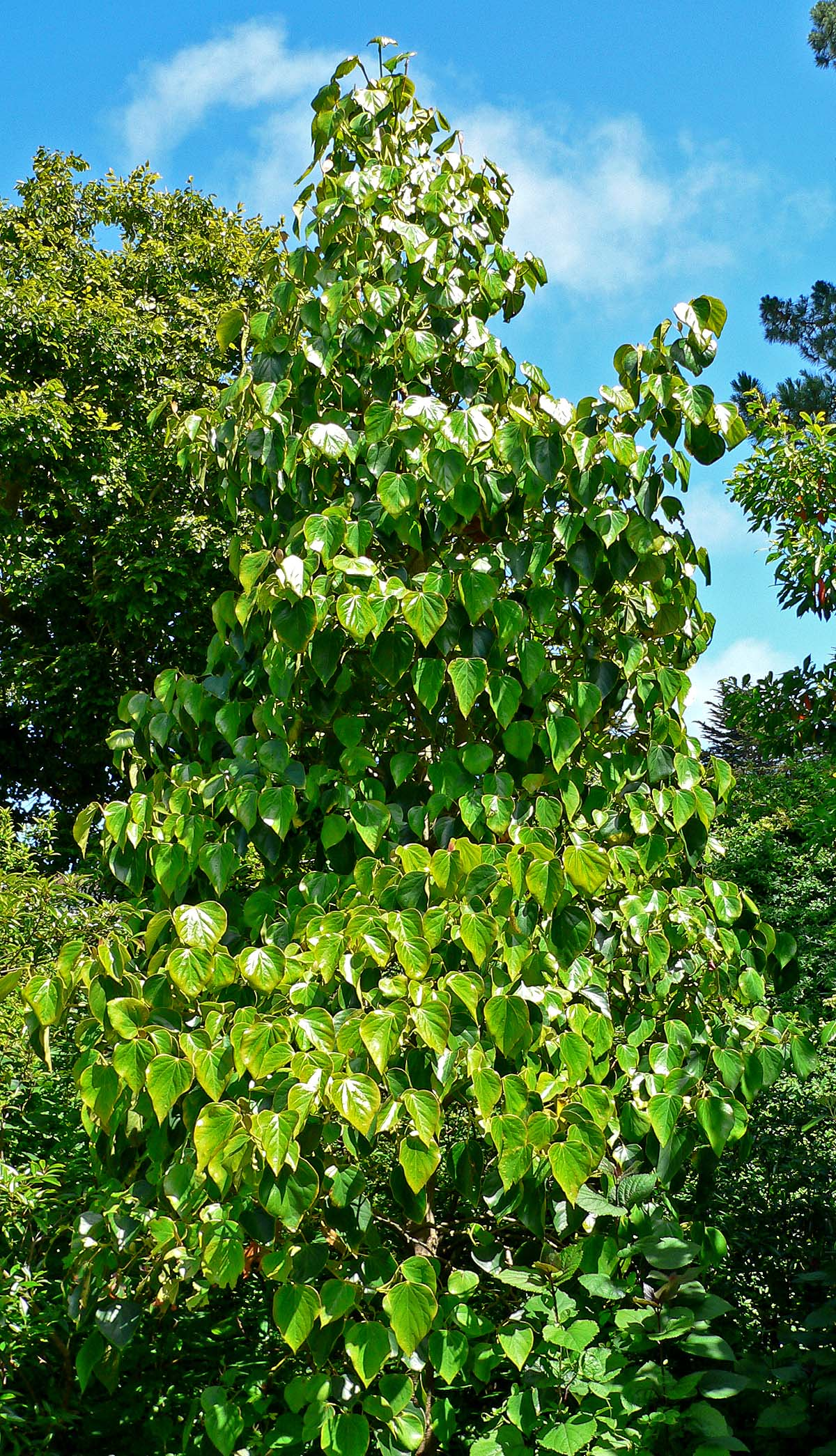
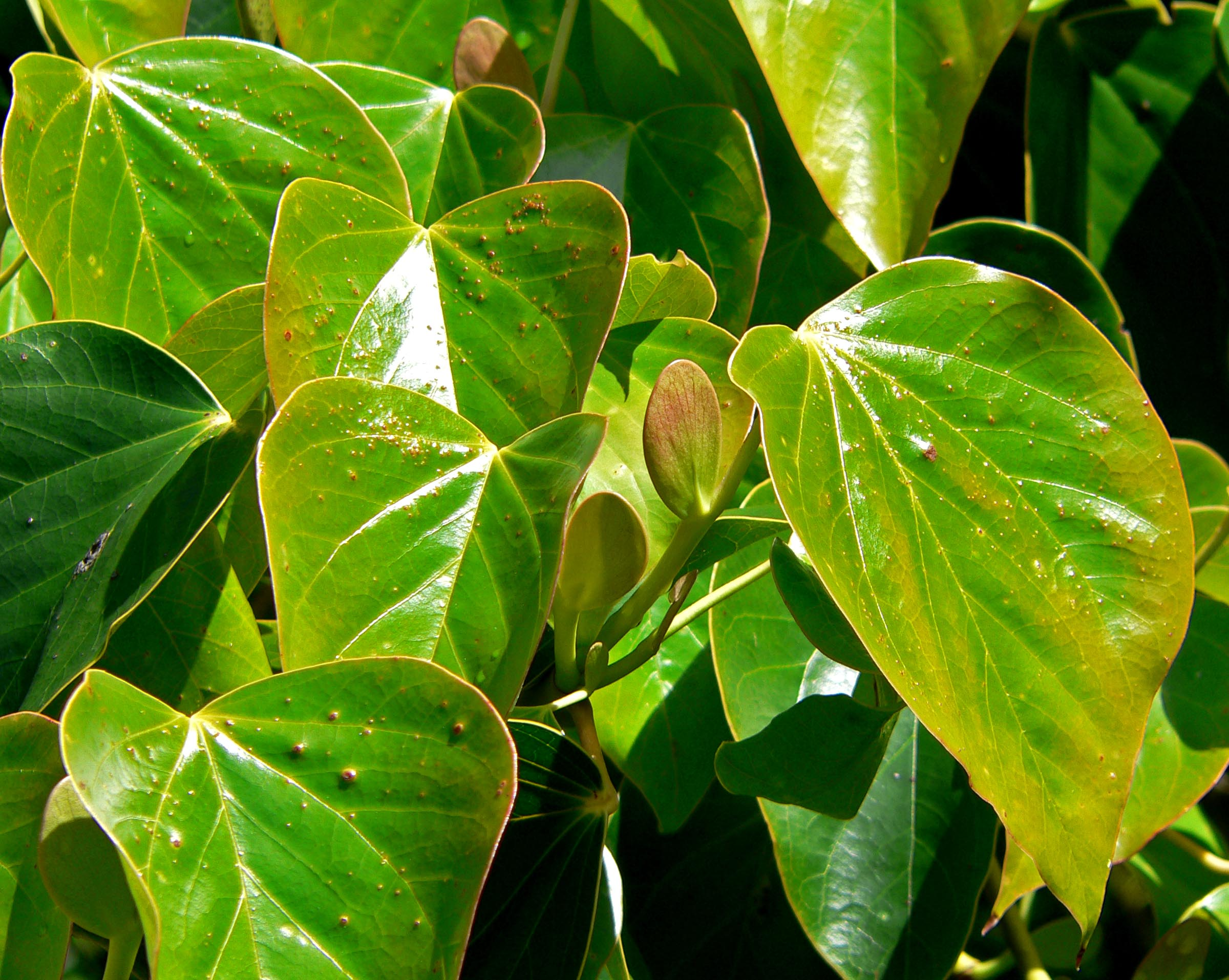